# Куатру-Баррас
Куатру-Баррас (порт. Quatro Barras) — муниципалитет в Бразилии, входит в штат Парана. Составная часть мезорегиона Агломерация Куритиба. Входит в экономико-статистический микрорегион Куритиба. Население составляет 20 709 человек на 2006 год. Занимает площадь 179,538 км². Плотность населения — 115,3 чел./км².
Праздник города — 9 ноября.

## История

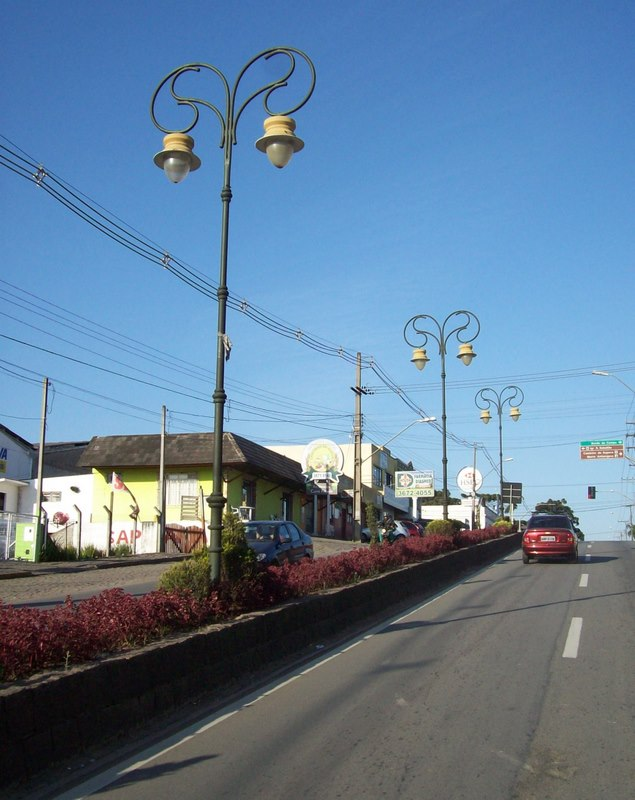

Город основан в 1961 году.

## Статистика
- Валовой внутренний продукт на 2003 год составляет 263 182 234,00 реалов (данные: Бразильский институт географии и статистики).
- Валовой внутренний продукт на душу населения на 2003 год составляет 14 131,35 реалов (данные: Бразильский институт географии и статистики).
- Индекс развития человеческого потенциала на 2000 год составляет 0,774 (данные: Программа развития ООН).

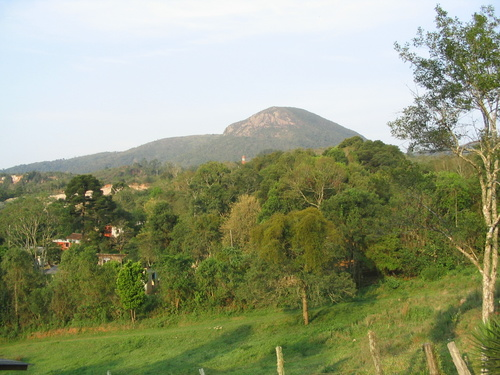